# Akrobatické lyžování na Zimních olympijských hrách 2006
Akrobatické lyžování na olympiádě v Turíně bylo na programu od 11. do 23. února na sportovišti Sauze d'Oulx

## Program
| Den    | Datum          | Zahájení (SEČ) | Závod                                |
| ------ | -------------- | -------------- | ------------------------------------ |
| den 2  | 11. února 2006 | 16:00          | jízda v boulích ženy – kvalifikace   |
| den 2  | 11. února 2006 | 19:40          | jízda v boulích ženy – finále        |
| den 6  | 15. února 2006 | 14:00          | jízda v boulích muži – kvalifikace   |
| den 6  | 15. února 2006 | 17:30          | jízda v boulích muži – finále        |
| den 11 | 20. února 2006 | 18:30          | akrobatické skoky muži – kvalifikace |
| den 12 | 21. února 2006 | 18:30          | akrobatické skoky ženy – kvalifikace |
| den 13 | 22. února 2006 | 19:15          | akrobatické skoky ženy – finále      |
| den 14 | 23. února 2006 | 18:30          | akrobatické skoky muži – finále      |

## Medailové pořadí zemí
| Pořadí | Země                         | Zlato | Stříbro | Bronz | Celkově |
| ------ | ---------------------------- | ----- | ------- | ----- | ------- |
| 1.     | Čína (CHN)                   | 1     | 1       | 0     | 2       |
| 2.     | Austrálie (AUS)              | 1     | 0       | 1     | 2       |
| 3.     | Kanada (CAN)                 | 1     | 0       | 0     | 1       |
| 3.     | Švýcarsko (SUI)              | 1     | 0       | 0     | 1       |
| 5.     | Bělorusko (BLR)              | 0     | 1       | 0     | 1       |
| 5.     | Finsko (FIN)                 | 0     | 1       | 0     | 1       |
| 5.     | Norsko (NOR)                 | 0     | 1       | 0     | 1       |
| 8.     | Francie (FRA)                | 0     | 0       | 1     | 1       |
| 8.     | Rusko (RUS)                  | 0     | 0       | 1     | 1       |
| 8.     | Spojené státy americké (USA) | 0     | 0       | 1     | 1       |
|        | Celkem                       | 4     | 4       | 4     | 12      |

## Medailisté

### Muži
| Disciplína        | Zlato                             | Výkon  | Stříbro                              | Výkon  | Bronz                                      | Výkon  |
| ----------------- | --------------------------------- | ------ | ------------------------------------ | ------ | ------------------------------------------ | ------ |
| akrobatické skoky | Chan Siao-pcheng · Čína (CHN)     | 250,77 | Dmitrij Daščinskij · Bělorusko (BLR) | 248,68 | Vladimir Lebeděv · Rusko (RUS)             | 246,76 |
| jízda v boulích   | Dale Begg-Smith · Austrálie (AUS) | 26,77  | Mikko Ronkainen · Finsko (FIN)       | 26,62  | Toby Dawson · Spojené státy americké (USA) | 26,30  |

### Ženy
| Disciplína        | Zlato                            | Výkon  | Stříbro                     | Výkon  | Bronz                              | Výkon  |
| ----------------- | -------------------------------- | ------ | --------------------------- | ------ | ---------------------------------- | ------ |
| akrobatické skoky | Evelyne Leuová · Švýcarsko (SUI) | 202,55 | Nina Liová · Čína (CHN)     | 197,39 | Alisa Camplinová · Austrálie (AUS) | 191,39 |
| jízda v boulích   | Jennifer Heilová · Kanada (CAN)  | 26,50  | Kari Traaová · Norsko (NOR) | 25,65  | Sandra Laouraová · Francie (FRA)   | 25,37  |